# لایو اکشن
لایو اکشن (انگلیسی: live-action) به معنی «حرکتِ زنده» نوعی فیلمسازی یا فیلم‌برداری است که به جای پویانمایی از تصویربرداری استفاده می‌کند. گاهی آثار هنری زنده را با پویانمایی ترکیب می‌کنند. لایو اکشن برای تعریف نوعی فیلم، بازی ویدئویی یا رسانه بصری مشابه استفاده می‌شود.گاهی به اشتباه پویانمایی فوتورئالیستی، به خصوص پویانمایی رایانه‌ای مدرن، با عنوان «لایو اکشن» توصیف می‌شود، مانند برخی گزارش‌های رسانه‌ای دربارهٔ بازسازی شیرشاه در سال ۲۰۱۹. طبق تعریف دیکشنری انگلیسی کمبریج، لایو اکشن «شامل انسان‌های واقعی یا حیوانات است، نه مدل‌ها یا تصاویر کشیده یا تولید شده توسط کامپیوتر».
این اصطلاح گاهی برای توصیف اقتباس‌های سینمایی از کتاب‌های کمیک یا رمان‌های گرافیکی به کار می‌رود؛ برای مثال، فیلم Batman (تیم برتون، ایالات متحده، ۱۹۸۹) نسخه لایو-اکشن از کمیک هم‌نام خود است.
امروزه در فیلم‌هایی مانند سه‌گانه The Lord of the Rings (پیتر جکسون، ایالات متحده/نیوزیلند، ۲۰۰۱–۲۰۰۳) و Avatar (جیمز کامرون، ایالات متحده، ۲۰۰۹)، ترکیب لایو-اکشن و تصاویر تولیدشده توسط کامپیوتر (CGI) رایج است که موجب محو شدن مرز میان لایو-اکشن و انیمیشن می‌شود.

## لایو اکشن دیزنی
نخستین فیلم لایو اکشن دیزنی، جزیره گنج در سال ۱۹۵۰ بود. مری پاپینز (۱۹۶۴) و چه کسی برای راجر رابیت پاپوش دوخت؟ (۱۹۸۸) نمونه‌هایی از لایو اکشن‌های دیزنی و فیلم‌های مخلوط با پویانمایی دیزنی هستند. پس از موفقیت مارول و پیکسار، شرکت والت دیزنی تصمیم گرفت که انیمیشن‌های قبلی‌اش از جمله کتاب جنگل (۱۹۹۴) را بازسازی کند. (این انیمیشن در سال ۲۰۱۶، به شکل لایو اکشن مخلوط با پویانمایی رایانه‌ای واقع‌گرایانه بازسازی شد).